# Enrico Giovannini
Pour les articles homonymes, voir Giovannini.
Enrico Giovannini, né le 6 juin 1957 à Rome, est un économiste et statisticien et un homme politique italien indépendant.

## Biographie
Président de l'Istituto nazionale di statistica, Enrico Giovannini est ministre du Travail et des Politiques sociales du gouvernement Letta le 27 avril 2013 au 21 février 2014 et ministre des Infrastructures et des Transports du 13 février 2021 au 22 octobre 2022 dans le gouvernement Draghi.